# Noyales
Noyales település Franciaországban, Aisne megyében. Lakosainak száma 142 fő (2022. január 1.). Noyales Aisonville-et-Bernoville, Hauteville, Macquigny, Montigny-en-Arrouaise, Proix és Vadencourt községekkel határos.

## Népesség
A település népességének változása:
| Lakosok száma | 185  | 161  | 153  | 161  | 171  | 170  | 167  | 164  | 163  | 142  |
|               | 1968 | 1982 | 1990 | 2006 | 2012 | 2015 | 2017 | 2019 | 2020 | 2022 |